# Обенижі
Обенижі́ — село в Україні, у Турійській селищній громаді Ковельського району Волинської області. За словами мешканців у селі проживає 540 осіб.

## Легенди про назву села

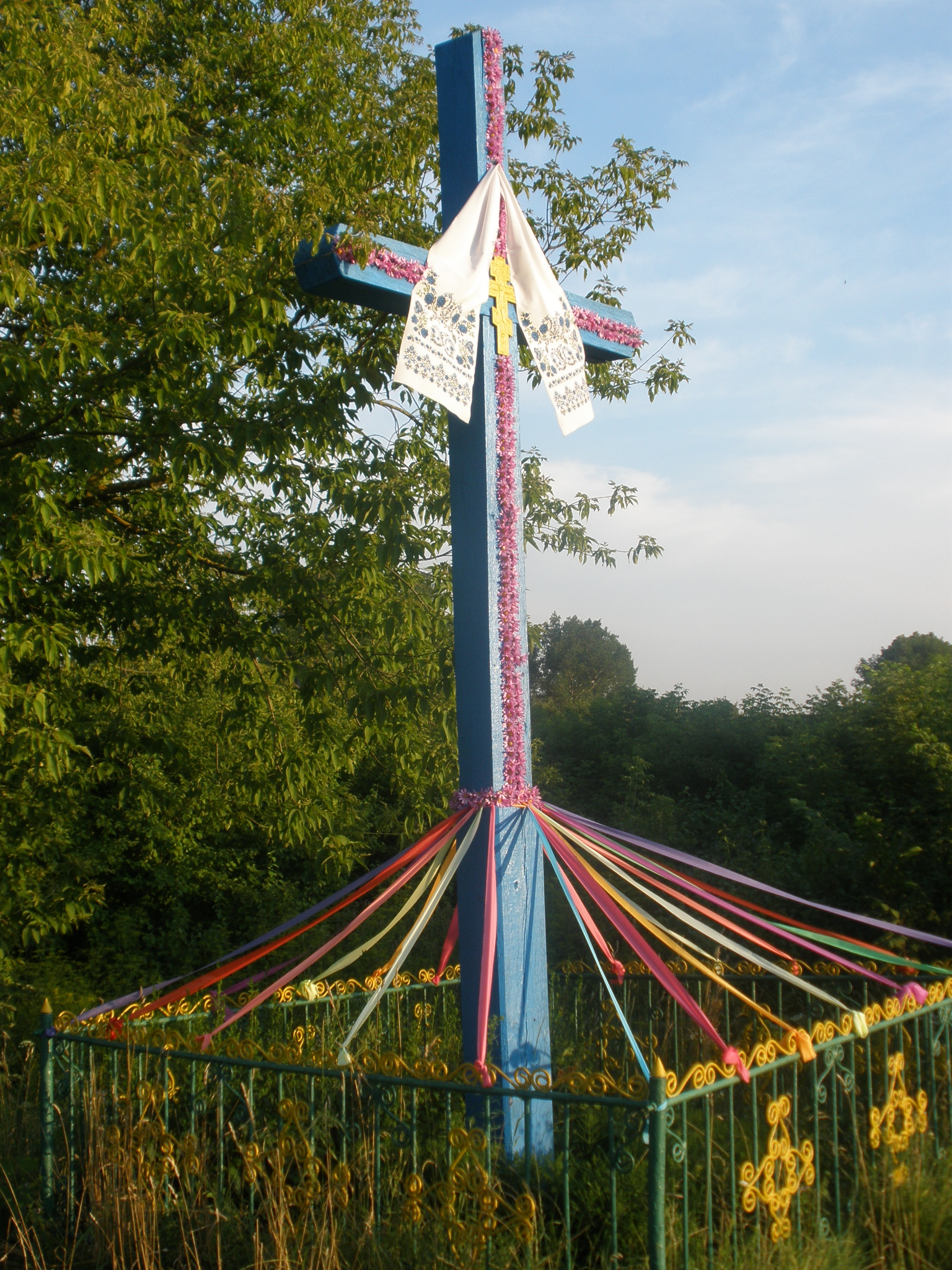
Пам'ятний хрест при в'їзді в село

Існує 2 версії щодо походження назви села.
Перша згадує про давні часи, коли родини слов'янських племен стали поділятись на сім'ї. Два брати, зайнявши кожен дві ділянки землі, почали сперечатись за краще місце. Дійшло до бійки. Старший брат кинувся на молодшого. Обидва були озброєні кремнієвими ножами. Бійка була до смерті. Обоє брати загинули. Потім на тому місці почали селитись інші сім'ї і від того часу пішла назва того поселення як «оба ножі», «Обениж».
 Друга версія розповідає про будівництво об'їзної дороги під час ремонтних робіт на шляху з Ковеля до Володимира-Волинського у районі озер Селище і Черепаха. Біля тієї дороги був напис: «Об'їзд нижче», тобто нижче непрохідного шляху між боліт і озерних плавнів. Звідси і виникла назва «Обенижі» або «Обеніжи».

## Історія
Обенижі існували вже в XV столітті: в документах Архіву Сангушків, том 3, згадується про функціонування в цей час православної церкви, яка була зруйнована в XVII ст. і на її місці побудована нова. Проте офіційно перше писемна згадка про село припадає на 1 травня 1532 року, коли Василь Федорович у містечку Турійськ продав Обенижі князеві Федорові Сангушку, старості Володимирському. Через рік це дарування підтвердив король Сигізмунд І і село, відповідно, стало повною власністю українського князя Федора Сангушка.
Самі Обенижі географічно знаходяться на лівому березі струмочка Зелія, який впадав у річку Турія, що була судноплавною із найдавніших часів аж до початку XX ст. Уже приблизно зі XVI ст. мешканці Обениж своїм гужовим транспортом доставляли зерно, мед, шкіру корів, попіл, рибу в Турійськ, а потім суднами до річки Прип'ять, а по ній у міста Західної Європи. У гущі лісового масиву за 3 км від села знаходиться також озеро Рудно (близько 6 га за площею) оповите численними легендами зокрема про те, що сама водойма немає дна.
Під час національно-визвольної війни під проводом Б.Хмельницького повстанський загін діяв і в Обенижах, засвідчивши тим самим високий рівень організованості селян та їх жертовну боротьбу за державну незалежність.
Наприкінці XVIII ст. село приласнили поміщики — графи Мйончинськи, один із яких був будівельником церкви в Обенижах. У 1870 р. село стало власністю графів Орежків. У 1905 р. на північ від села вперше було прокладено залізничну колію, що сполучала міста Ковель та Володимир. На її будівництві працювали солдати та мешканці Обениж.
Перша світова війна важко вдарила по соціально-економічному житті села. Наприкінці 1914 р. в Обенижах було мобілізовано до царської армії близько 60 % чоловічого працездатного населення віком від 21 до 50 років. Тому вся складність воєнного лихоліття впала на плечі жінок, дітей та літніх людей. Цікаво, що обенижівець Семен Бондарук воював у Бессарабії, двічі обирався делегатом військових з'їздів, які відбувались у Києві і бачив там Михайла Грушевського, Володимира Винниченка, Симона Петлюру. На фронтах війни загинули п'ятеро обенижівців, але пам'ять про їх подвиг вічно у серцях односельчан.
Після закінчення Першої світової війни село Обенижі, згідно із Ризьким мирним договором від 1921 р. у складі Західної України відійшли до території Польщі. Складне соціально-економічне становище доповнювалось і національним та релігійним гнобленням. Однак самосвідомість селян не була втрачена. В селі згодом виникла читальня, на основі якої вже 1924 р. були створені місцеві «Просвіта» та бібліотека, організаторами яких стали Кузьма Тишик, Олексій Капрал, Василь Сенечко та інші. Через складні життєві обставини у міжвоєнний період посилилась еміграція українців за кордон. З 1928 по 1939 рр. за океан з Обениж виїхало десять сімей, котрим дуже важко доводилось адаптовуватись до нової землі, звичаїв, культури, мови.
Друга світова війна ще важче позначилась на мирному житті обенижівців і з початків воєних дій (а саме 30 червня 1941 р.) село було окуповане німецькими нацистами. Через рік багатьох селян насильно було відправлено до Німеччини для виконання примусових робіт.
У 1941 р. до війська була мобілізовано 117 мешканців села, які героїчно воювали на різних фронтах. Серед них: Мурай Іван Гнатович, нагороджений орденом Червоної Зірки, Касянюк Володимир Іванович (два ордени Слави), Сичик Прокіп Назарович, Сахарук Кузьма Прокопович (медаль «За відвагу») та інші, які своїм життям здобували Перемогу для майбутніх поколінь і миру на землі.

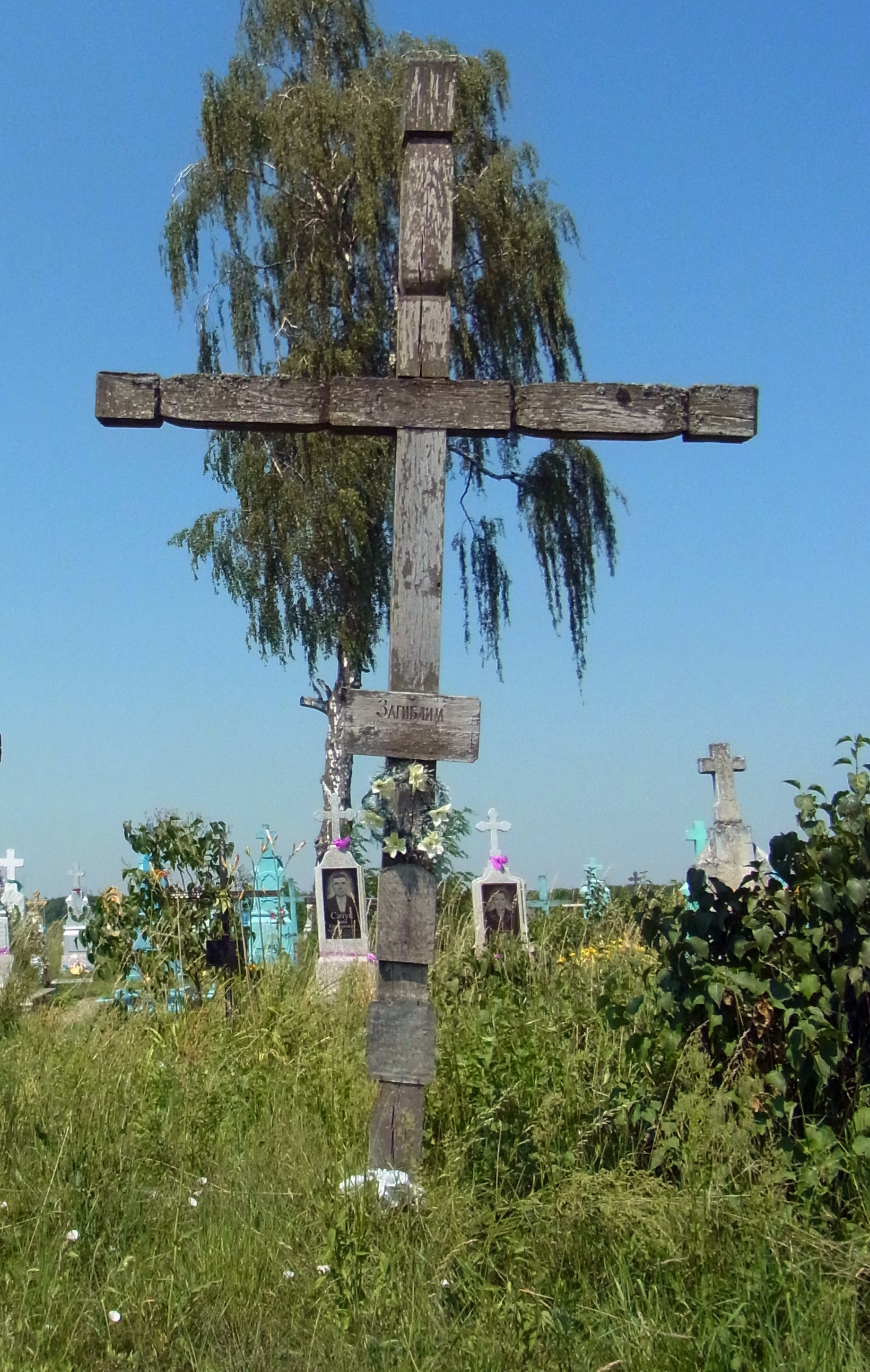
Братська могила 12 вояків УПА, які загинули у бою в урочищі Рудно

Обенижівці активно були задіяні в УПА, котра створилась в легендарному урочищі Вовчак, неподалік села. Урочище Вовчак — місце, де зародилась УПА. Місцем постійної дислокації одного з перших підрозділів було урочище Вовчак у Турійському районі. Це базування називалося «Січ». Його штаб був розташований у с. Вовчку. Поруч — вишкільні, санітарні й господарські осередки північної військової округи «Турів». Весною 1943 року тут дислокувалося п'ять сотень повстанців. «Січ» підлягала головному командиру УПА-Північ — «Климу Савурі» (Дмитрові Клячківському). Урочище Вовчак у лісових масивах вважається місцем, де 14 жовтня 1943 року, на свято Покрови, зродилася Українська Повстанська Армія. У 1943—1944 роках тут діяла велика база УПА під назвою «Січ». За участь у партизанській боротьбі проти окупантів було заарештовано 15 селян, які пробули в таборах ГУЛАГу по 10-15 років.
На фронтах Другої світової війни загинуло 78 мешканців Обениж, імена яких викарбувані на таблиці пам'ятника Загиблому солдату у центрі села. Кожен із них також занесений в «Книгу пам'яті України».
1947 р. в Обенижах було відновлено колгосп ім. Тимошенка, створений ще перед війною сім років тому. Люди там невтомно працювали на трудоднях зранку до вечора, майже нічого не отримуючи за свою тяжку працю. У 1949—1950 рр. у селі було побудоване нове дерев'яне приміщення школи, яке діє і понині. До того дітей навчали грамоти у хатах селян. Першим директором нової школи був Володимир Сташейко. Згодом його замінили Микола Коптюк, Микола Сичик та Анатолій Антосюк, що керує школою нині. Навчальний заклад виховав цілі покоління працьовитих і добрих людей різних професій. Зокрема, чимало вихідців Обениж присвятили себе військовій справі. А Василь Фісюк, проходивши військову службу на атомному підводному човні в Тихому океані, у 1978 р. ціною власного життя врятував команду корабля від аварійної пожежі.
12 червня 2020 року, відповідно до розпорядження Кабінету Міністрів України № 708-р «Про визначення адміністративних центрів та затвердження територій територіальних громад Волинської області», увійшло до складу Турійської селищної територіальної громади.
19 липня 2020 року, в результаті адміністративно-територіальної реформи та ліквідації Турійського району, село увійшло до новоутвореного Ковельського району. 

## Населення
Згідно з переписом УРСР 1989 року чисельність наявного населення села становила 767 осіб, з яких 382 чоловіки та 385 жінок.
За переписом населення України 2001 року в селі мешкало 620 осіб.

### Мова
Розподіл населення за рідною мовою за даними перепису 2001 року:
| Мова       | Відсоток |
| ---------- | -------- |
| українська | 99,35 %  |
| російська  | 0,65 %   |

## Інфраструктура

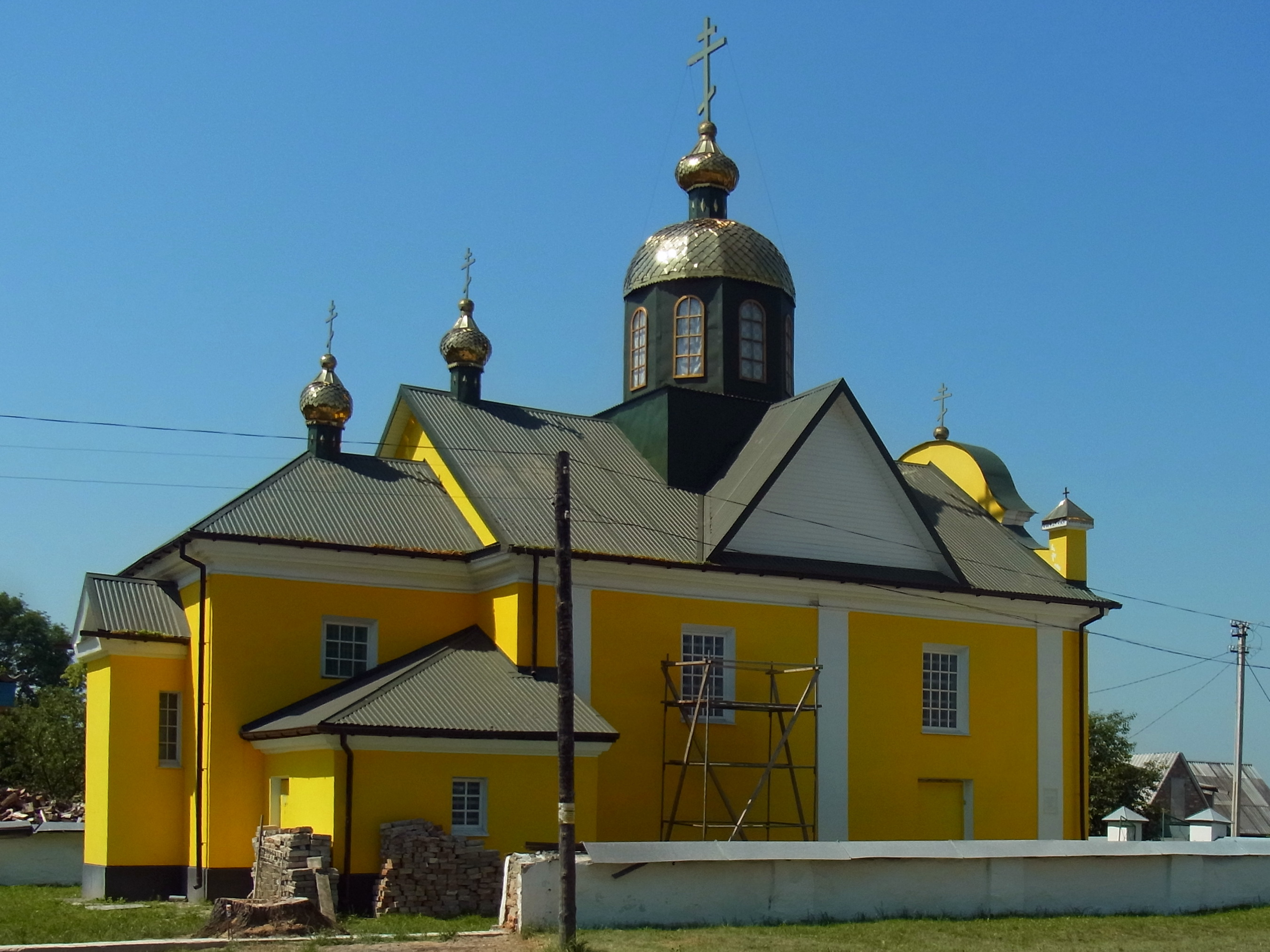
Церква Воздвиження Чесного Хреста (ПЦУ), побудована у 1821 р. за кошти поміщика Мйончинського та парафіян села Обенижі. Пам'ятка архітектури місцевого значення

Станом на 2001 рік у селі нараховувалось 244 житлових будинки, 240 господарств.

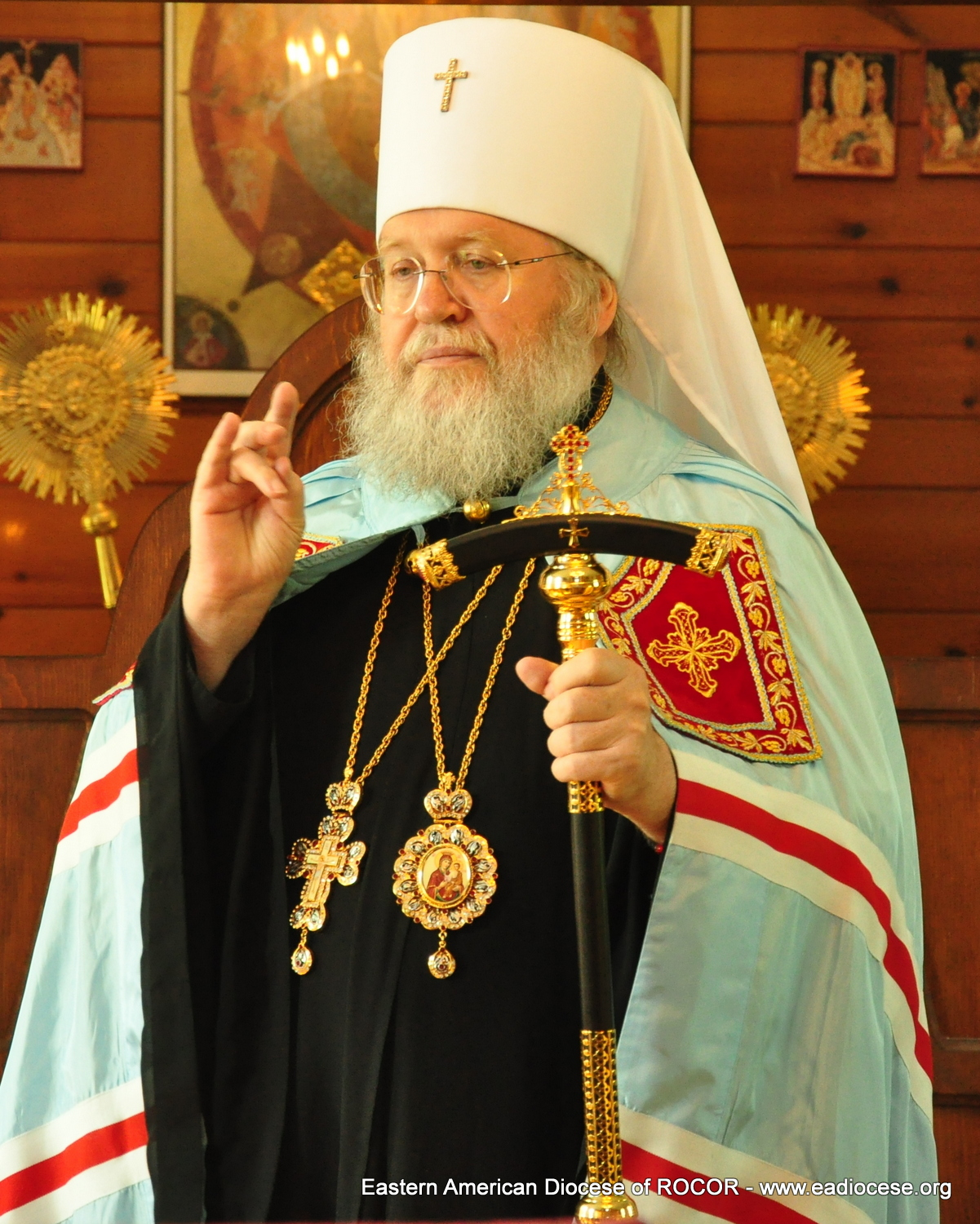
Митрополит Іларіон (Капрал)

У Обенижах функціонують медпункт, школа І-ІІ ступеня, дитсадок «Барвінок», будинок культури, бібліотека, продуктові магазини. Окрасою села є пам'ятка архітектури — Хресто-Воздвиженська церква, побудована 1821 р. Кам'яний храм побудований на кошти поміщика графа Мйончинського та парафіян села.
Пишаються обенижівці своїми відомими краянами. Такими, як літописець села — Яків Павлович Сичик (1915—2000); поет-шістдесятник, жертва хрущовської «відлиги» Кость Шишко (1940—2001), автор книги «Пісня дощу». Це і Семен Зінчук — учасник Першої світової війни, нагороджений Георгіївським хрестом; Іван Тишик — член ЦК КПЗУ, депутат Народних Зборів Західної України; Омелян Брагнюк — автор революційних віршів та пісень подій І пол. XX ст. в Обенижах; Тамара Тишик, Надія Бондарук (Черниш) як члени ОУН-УПА. Цей список можна продовжувати і далі.

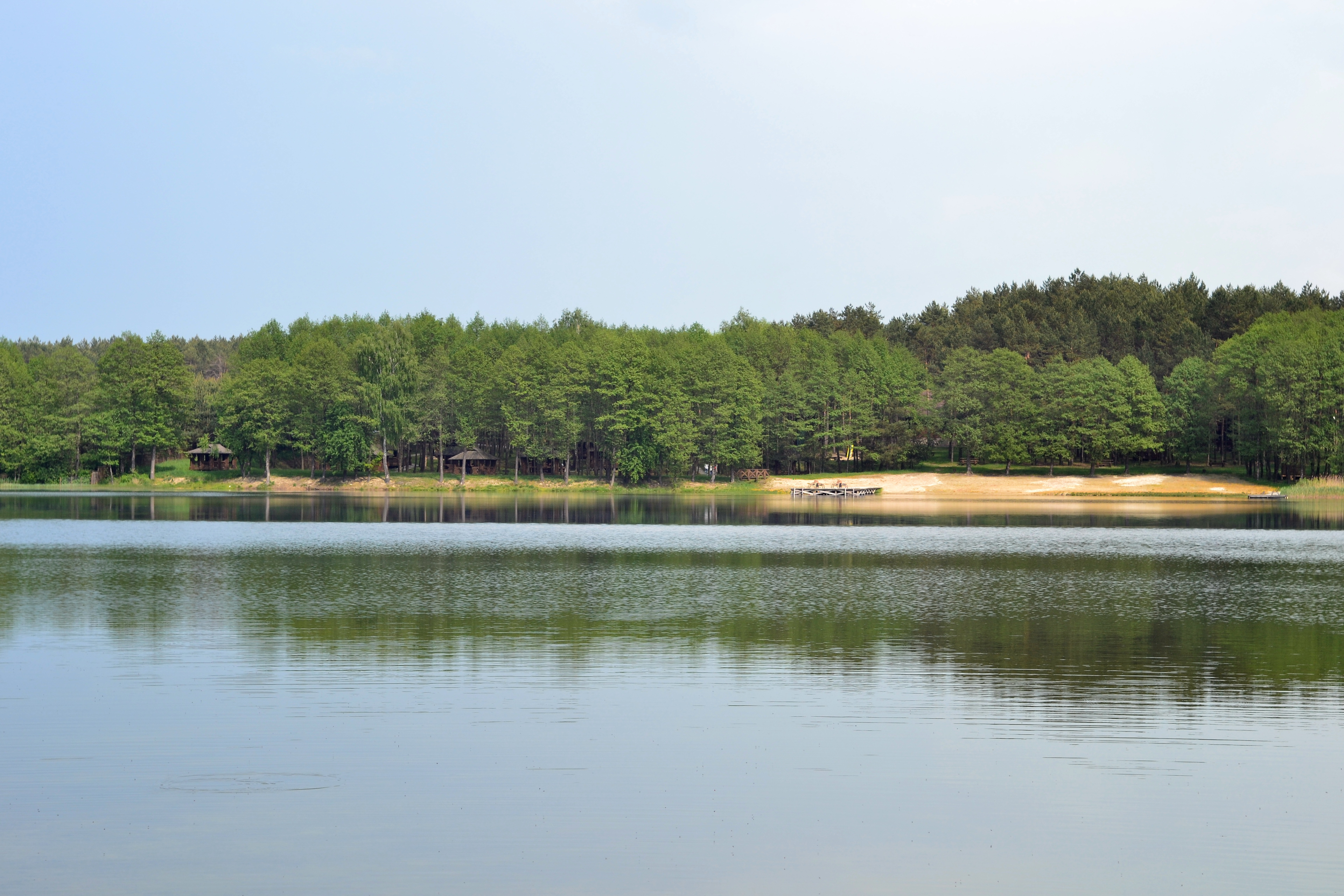
Заказник «Соловичівський».

У Обенижівцях народилися Єфросинія Касянюк та Олексій Капрал, батьки Іларіона (в миру Ігор Олексійович Капрал) — Митрополита Східно-Американського і Нью-Йоркського, Першоієрарха Російської Православної Церкви за кордоном, які змушені були виїхати в Канаду. Митрополит Іларіон не забуває звідки походить його рідне коріння і вже кілька разів здійснив свій візит до села. 16 травня 2022 року митрополита не стало, помер він в Нью-Йорку, штат Нью-Йорк, США

## Пам'ятки
На північний схід від села знаходиться загальнозоологічний заказник місцевого значення «Соловичівський».

## Персоналії
- Олена Созонюк (нар. 13 листопада 1993 — пом. 3 вересня 2022) — українська військова, медик, учасниця Російсько-української війни. Загинула на Харківщині у бою з російськими окупантами[6].